# Reino da Polônia (1916–1918)
O Reino da Polônia, também informalmente chamado Reino Regencial da Polônia (em polonês/polaco:  Królestwo Regencyjne), foi um estado proposto pela Lei de 5 de novembro de 1916, publicada pelo Império Alemão e a Áustria-Hungria. Deveria ser criado no âmbito do antigo território russo do Congresso da Polônia (entretanto sem fronteiras definidas), em 1916, e deveria ser um estado fantoche do Império Alemão. A proposta nunca ganhou muito apoio na Alemanha, sendo na realidade apenas uma maneira de ter o exército polonês ao lado dos Impérios Centrais.

## Criação do reino
As declarações de ambos os imperadores, alemão e austro-húngaro, permitiram a criação do Conselho Regencial (em polonês/polaco:  Rada Regencyjna), que recebeu poderes para a administração limitada de alguns territórios conquistados pela Alemanha e deveria eleger um novo monarca polonês. A pessoa com a maior chance de se tornado rei foi o austríaco arquiduque Carlos Estêvão, cujas duas filhas eram casadas com aristocratas poloneses: príncipes Olgierd Czartoryski e Hieronim Radziwill; o arquiduque falava fluentemente polonês, residia em Żywiec no Galícia. O arquiduque estava mais do que disposto a aceitar a coroa, mas como um membro da Casa Imperial da Áustria lhe era necessária uma autorização do chefe da família, o imperador Carlos I, que hesitou, tendo planejado para assumir ele próprio a coroa polonesa. 
O ensino da língua polonesa foi reiniciada em todo o território do antigo Congresso da Polônia e as instituições políticas e educacionais proibidas pela Rússia após as revoltas polacas de 1830 e 1863 foram re-criadas. Um exército apoiador dos Impérios Centrais, chamada em (em alemão:  Polnische Wehrmacht), foi criado para ajudar o esforço alemão de guerra, mas o recrutamento (liderado pelo coronel Władysław Sikorski) não recebeu o apoio do povo polaco e deu resultados insignificantes: na fase final da Regência o exército contava com apenas cerca de 5 mil homens. O Reino teria a sua própria moeda, chamada Marka Polska (Marco polonês). A Constituição foi elaborada em 12 de setembro de 1917, com uma monarquia e um parlamento de duas câmaras, sem nenhuma responsabilidade política dos ministros.

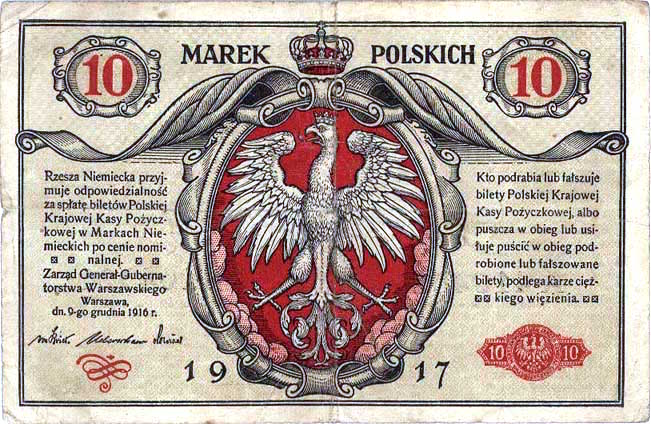
Dez Marcos poloneses, 1917.

## Objetivos alemães
O objetivo da política alemã foi de criar uma região que poderia ser facilmente explorada e em sua devida hora Germanisada, pela redução da população polaca, através da fome e do trabalho forçado, com o objetivo final de tornar a Polônia uma província alemã. Durante o controle alemão os poloneses estavam sujeitos a trabalhos forçados e confisco de alimentos e bens.
Embora os planos iniciais pedissem uma solução áustro-polonesa, eles foram abandonados em fevereiro, em face da crescente dependência da Áustria-Hungria na Alemanha. O controle sobre economia e recursos naturais poloneses deveria ficar em mãos alemãs. Os alemães também deveriam ter total controle sobre o exército polaco. 
As fronteiras desta Polônia "autónoma" deveriam ser alteradas em favor da Alemanha. Funcionários alemães exigiram tomar as terras polonesas de fronteira, que levariam à anexação de partes consideráveis do território polaco que faziam parte da partição russa da Polônia. Até o final de 1916 a Alemanha queria anexar quase 30 mil quilômetros quadrados de território polonês. Estas terras deveriam ser colonizadas por alemães étnicos e a população polonesa seria removida em um processo de limpeza étnica Esses planos foram igualmente propostos pelos membros da minoria alemã na Polônia, na região de Łódź, que protestaram a respeito da Lei de 5 de novembro, e exigiram, numa carta dirigida ao governo alemão, a anexação da Polônia ocidental pela Alemanha, bem como o assentamento de alemães étnicos nessas áreas.

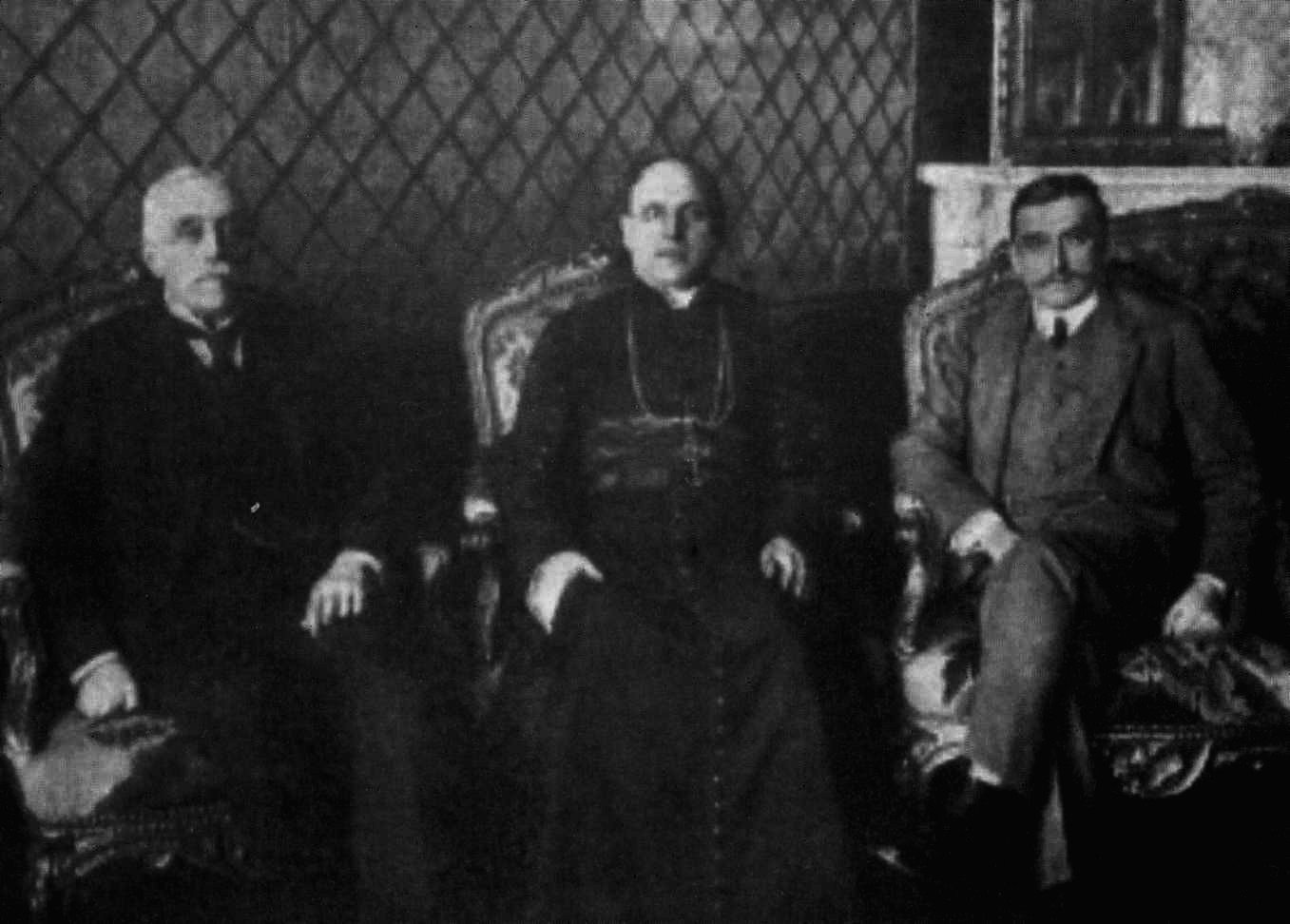
Conselho Regencial: Ostrowski, Kakowski, Lubomirski

## Regentes do Reino (1916-1918)
O Conselho Regencial nunca conseguiu eleger um novo monarca e nunca ganhou muita importância, já que seus movimentos foram sempre inibidos pelo governador geral alemão, Hans von Hartwig Beseler. Em 11 de novembro de 1918 o conselho cedeu todas as suas responsabilidades para Józef Piłsudski, sendo dissolvido três dias depois. 
- Aleksander Cardinal Kakowski, Arcebispo de Varsóvia.
- Príncipe Zdzisław Lubomirski.
- Józef Ostrowski, antigo presidente do Clube Polonês na Duma em São Petersburgo.

## Primeiros-ministros do Reino Regencial
- 20 de novembro de 1917 - 27 de fevereiro de 1918: Jan Kucharzewski
- 27 de fevereiro de 1918 - 3 de abril de 1918: Antoni Ponikowski
- 4 de abril de 1918 - 23 de outubro de 1918: Jan Kanty Steczkowski
- 23 de outubro de 1918 - 5 de novembro de 1918: Józef Świeżyński
- 5 de novembro de 1918 - 11 de novembro de 1918: Władysław Wroblewski

## Citações
"A fome está aqui", disse o General von Kries. "Sinceramente, nós gostaríamos de vê-la aliviada, pois nós tememos que nossos soldados podem ser afetados desfavoravelmente pelas coisas que vêem. Mas, uma vez que está aqui, a fome deve servir ao nosso propósito. Então, nós a ajustamos para a trabalhar a favor da Alemanha. Pela fome podemos conseguir em dois ou três anos no Leste da Polônia mais do que nós conseguimos na Polônia Ocidental, que é Prússia Oriental, nos últimos cem anos. Com isso em vista, propomo-nos a transformar essa força a nosso favor. "  "Este país deve ser para a Alemanha", prosseguiu o detentor da Polônia faminta. "É um país aluvial rico que a Alemanha necessita faz algumas gerações. Nós propomos a remoção dos poloneses aptos fisicamente deste país. Deixá-lo aberto para o afluxo de alemães que trabalham de forma tão rápida quanto deixarmos. Vão ocupá-lo e trabalhar nisso.
 "Então terminando com um sorriso," Não é possível ver como isto funciona? Lentamente nós daremos a liberdade de volta à Polônia. Quando isso acontecer a Polônia será automaticamente uma província alemã.
General alemão von Kries em uma citação de "An Account of Germany's Treatment of Poland by U.S. Member of Commission to Poland, Frederick C. Walcott", Records of the Great War, Vol. IV, ed. Charles F. Horne, National Alumni, 1923 

## Os outros estados fantoches
Durante a Primeira Guerra Mundial, o Estado alemão ajudou a criar ou criou, no antigo território do russo, estados quasi clientes, fantoches ou satélites, apesar de serem nominalmente estados independentes: 
- República Popular Ucraniana
- Estado Ucraniano
- República Popular Bielorrussa
- Reino da Lituânia (1918)
- Ducado da Curlândia e Semigália (1918)
- Ducado do Báltico
- Reino da Finlândia (1918)